# مقاطعة غادسدن (فلوريدا)
مقاطعة غادسدن هي مقاطعة في فلوريدا، بلغ عدد سكانها 46٬389  نسمة، في 2010، عاصمتها كوينسي، فلوريدا، تبلغ مساحتها 1٬369 كيلومتر مربع.

## معرض صور

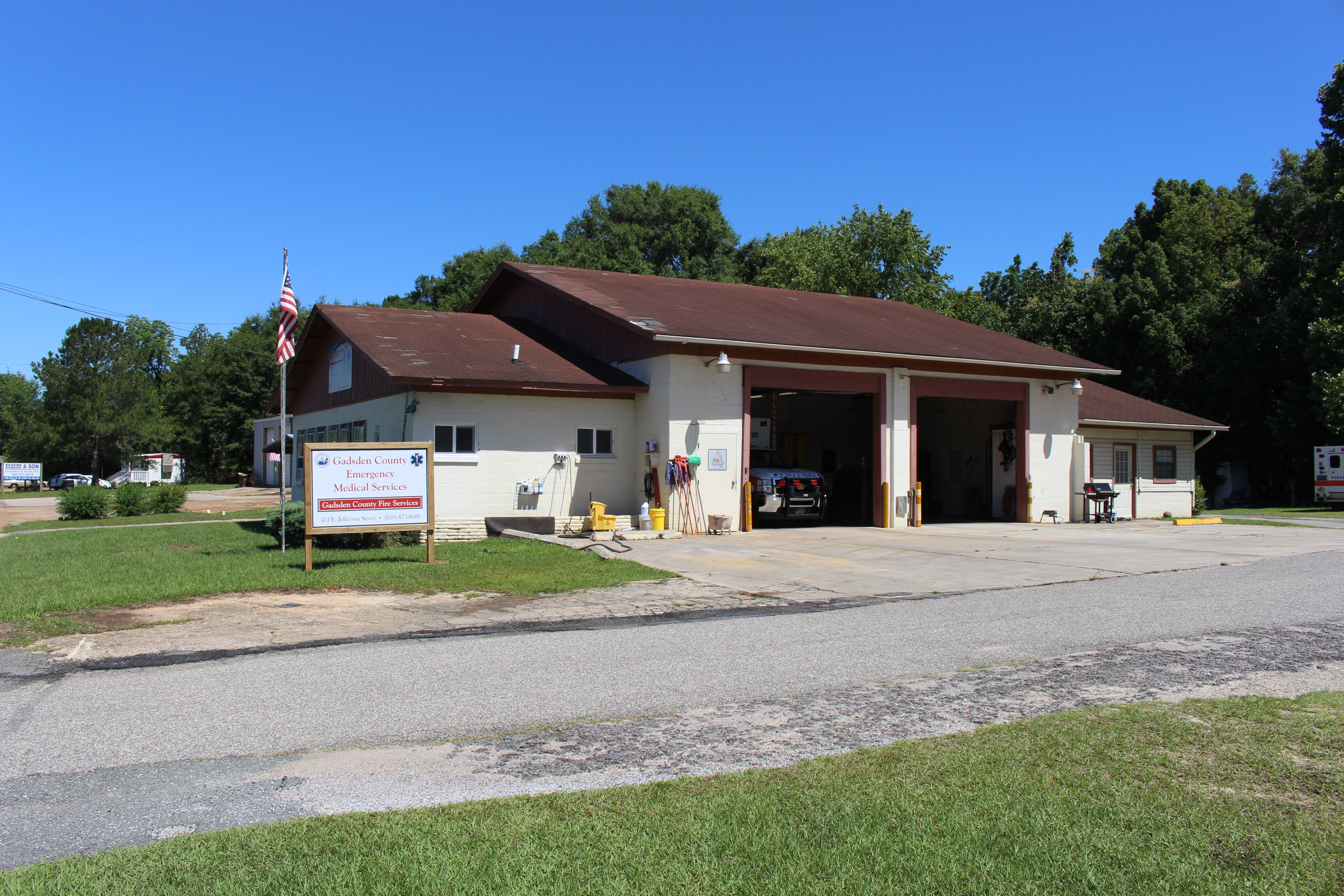
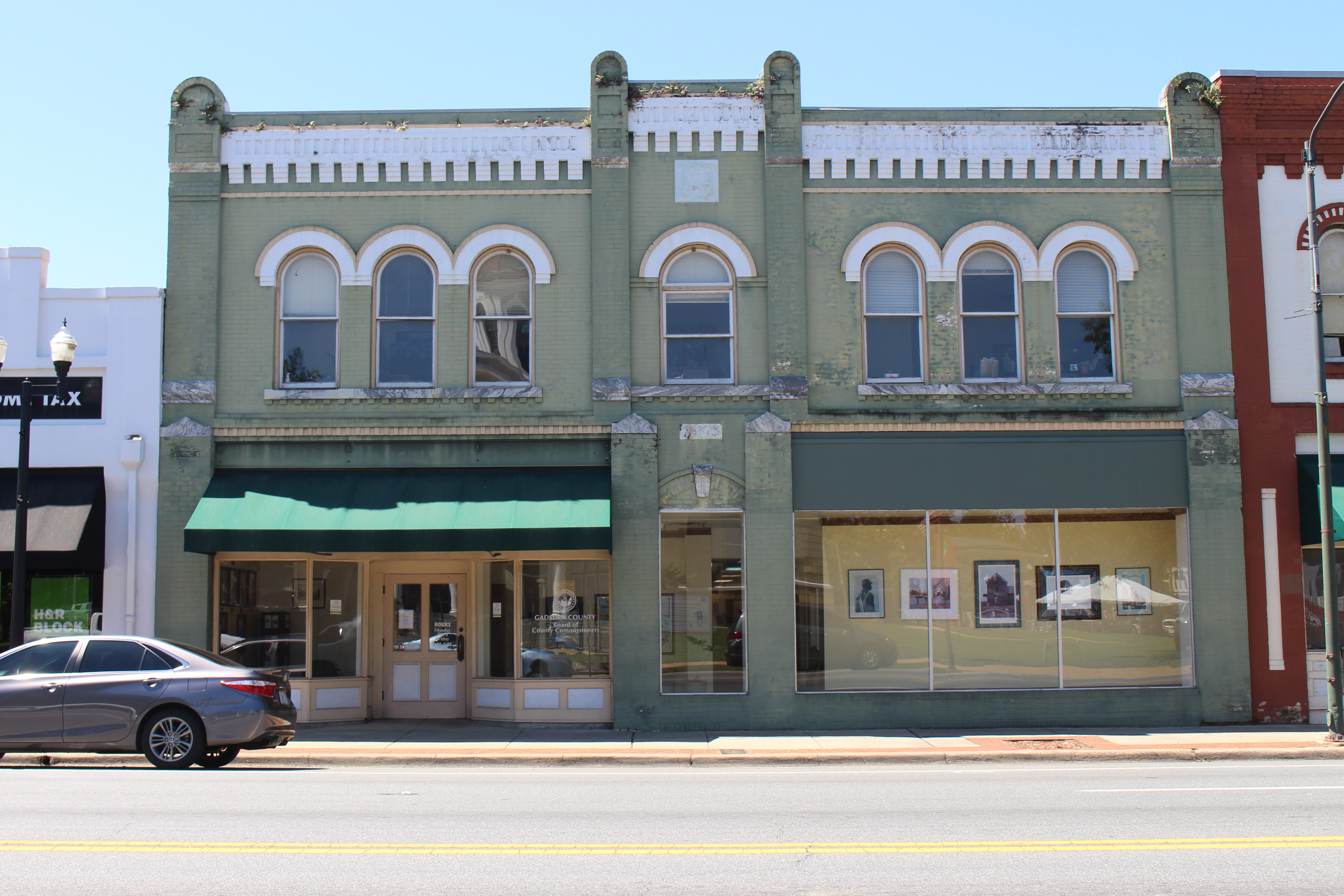
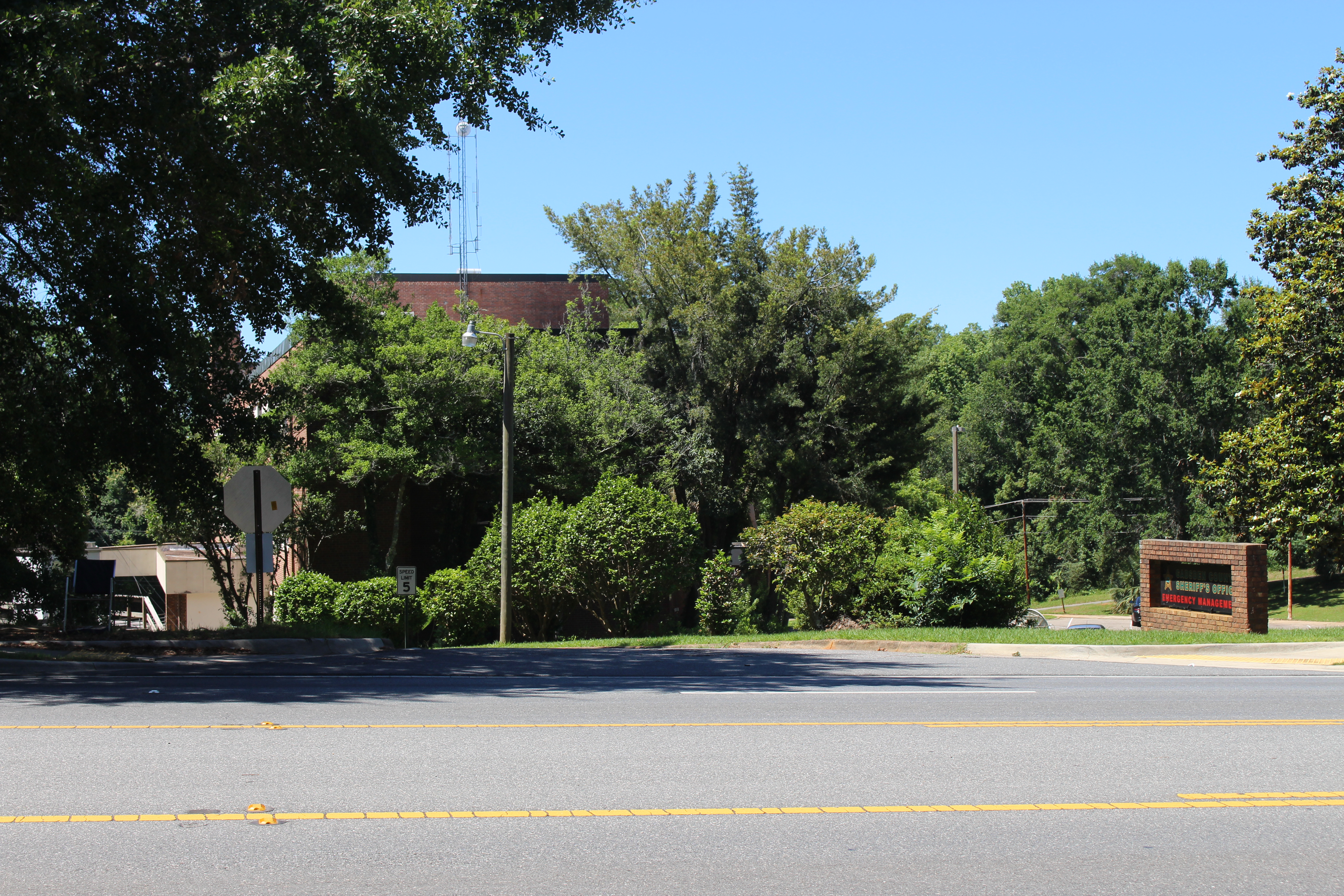

## الموقع
تشترك في الحدود مع:
- مقاطعة ديكاتور
- مقاطعة ليبرتي.

## التقسيمات الإدارية
- كوينسي، فلوريدا.